# Chandler (Oklahoma)
Chandler város az USA Oklahoma államában, Lincoln megye székhelye. Lakosainak száma 2858 fő (2020. április 1.).

## Népesség
A település népességének változása:
| Lakosok száma | 2842 | 3100 | 2858 |
|               | 2000 | 2010 | 2020 |